# プラスイー
株式会社プラスイーは、愛知県岡崎市薮田に本社を置き、SEO対策やホームページ制作などの事業を行う株式会社。愛知県名古屋市に名古屋営業所がある。

## 主な事業内容[1]
- SEO対策
- ホームページ制作
- パーソナルジム「グランフィット」の運営
- リラクゼーションサロン「グランスパ」の運営
- 求人サイト「おかざき求人どっとこむ」の運営
- Youtubeチャンネル「オカザキチューブ」の運営
- レザークラフト用ヌメ革の通販サイト「和乃革」の運営

## 売上実績
- 第10期（2019年11月決算）1億9,012万円[2]
- 第11期（2020年11月決算）1億8,967万円[2]
- 第12期（2021年11月決算）2億3,583万円[2]
- 第13期（2022年11月決算）2億3,344万円[2]